# Mar de Timor
O mar de Timor é uma extensão de oceano entre a ilha de Timor, dividida entre a Indonésia e Timor-Leste, e o Território do Norte, na Austrália. As águas a leste são conhecidas como mar de Arafura, e a oeste fica o oceano Índico. Geralmente considera-se que o mar de Timor pertence a este oceano, mas também há quem o associe ao oceano Pacífico, como a Organização Hidrográfica Internacional.

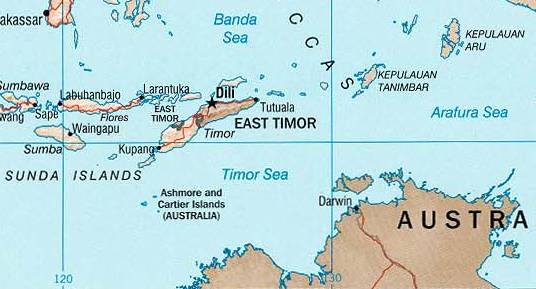
O mar de Timor

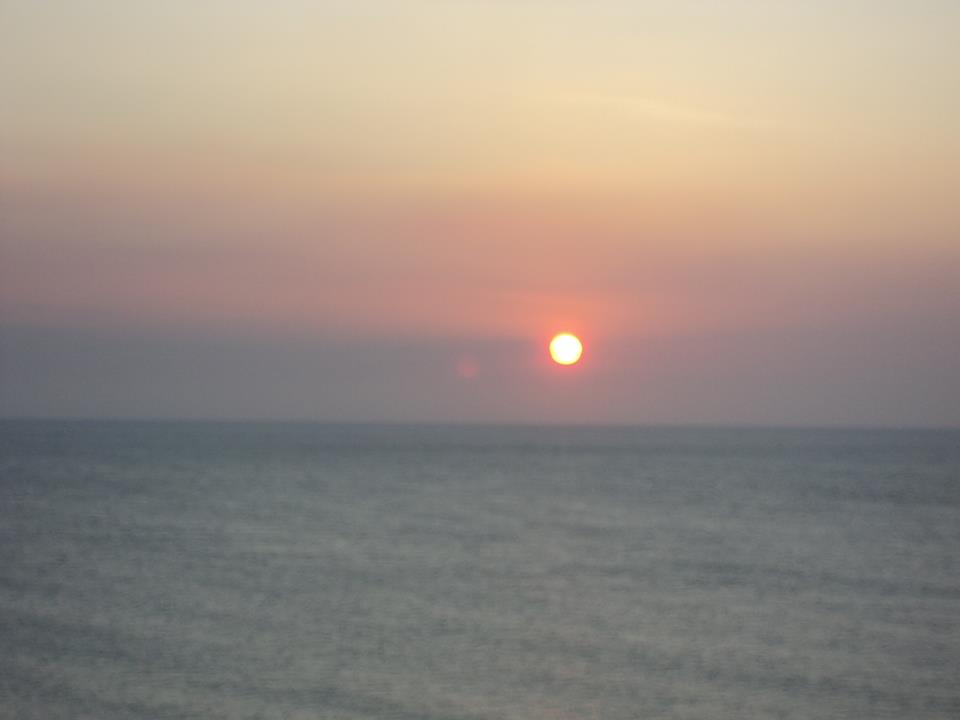
O mar de Timor em Timor-Leste